# Megaselia zonuzensis
Megaselia zonuzensis (лат.) — вид мелких мух-горбаток рода Megaselia из подсемейства Metopininae (двукрылые горбатки). Эндемик Ирана.

## Распространение
Центральная Азия, Иран (провинция Восточный Азербайджан,  Zonuz city, Zonuzaq region, 38°35.369’ N, 45°50.684’ E, высота 1758 м).

## Описание
Мелкие мухи длиной около 1 мм. Лоб с миротрихиями. Щека с 4 щетинками. Лабелла с многочисленными мелкими щетинками. Ноги желтовато-коричневые. Грудь коричневая с 3 нотоплевральными щетинками, без расщелины перед ними; мезоплевра с 4—9 волосками. Брюшко коричневое, с мелкими волосками. Вид был впервые описан в 2019 году иранскими энтомологами Р. Н. Хамени с коллегами (Khameneh R. N., S. Khaghaninia, N. Maleki-Ravasan; University of Tabriz, Тебриз, Иран) и британским диптерологом Генри Диснеем (R. Henry L. Disney; Department of Zoology, Кембриджский университет, Кембридж, Великобритания). Видовое название дано по имени места обнаружения (Zonuz).